# 흑해 소비에트 공화국
흑해 소비에트 공화국(러시아어: Черноморская советская республика 체르노모르스카야 소비에츠카야 레스푸블리카[*])은 러시아 제국 러시아 SFSR을 이루는 소비에트 공화국 중 하나였다. 구 러시아 제국 체르노모르스키 현 지역에 설치되었으며, 수도는 노보로시스크였다. 1918년 3월 13일부터 5월 30일까지 존속했고, 1918년 5월 이후 쿠반 소비에트 공화국과 합쳐서 쿠반-흑해 소비에트 공화국이 되었다.